# Salvatore Caruso
Salvatore Caruso (født 15. december 1992 i Avola, Italien) er en professionel tennisspiller fra Italien.